# تصفيات كأس الأمم الإفريقية 2017 المجموعة أ
المجموعة أ من مسابقة تصفيات كأس الأمم الأفريقية لكرة القدم 2017 كانت واحدة من المجموعات الـ13 لتحديد الفرق التي تتأهل إلى نهائيات مسابقة كأس الأمم الأفريقية لكرة القدم 2017. تألفت المجموعة من أربعة فرق: تونس، توغو، ليبيريا، و‌جيبوتي.
لعبت الفرق ضد بعضهم البعض ذهاباً وإياباً بنظام التحدي، بين يونيو 2015 وسبتمبر 2016.
الفائزة بالمجموعة، تونس، تأهلت إلى كأس الأمم الأفريقية لكرة القدم 2017، بينما تأهلت توغو أيضًا نظراً لكونها حلت كأحد الوصيفين من حيث أفضل سجل.

## الترتيب
| م | الفريق  | لعب | ف | ت | خ | أ.له | أ.ع | أ.ف | نقاط | التأهل            |     |     |     |     |     |
| - | ------- | --- | - | - | - | ---- | --- | --- | ---- | ----------------- | --- | --- | --- | --- | --- |
| 1 | تونس    | 6   | 4 | 1 | 1 | 16   | 3   | +13 | 13   | المسابقة النهائية |     | —   | 1–0 | 4–1 | 8–1 |
| 2 | توغو    | 6   | 3 | 2 | 1 | 11   | 4   | +7  | 11   | المسابقة النهائية |     | 0–0 | —   | 2–1 | 5–0 |
| 3 | ليبيريا | 6   | 3 | 1 | 2 | 11   | 8   | +3  | 10   |                   |     | 1–0 | 2–2 | —   | 5–0 |
| 4 | جيبوتي  | 6   | 0 | 0 | 6 | 1    | 24  | −23 | 0    |                   | 0–3 | 0–2 | 0–1 | —   |     |

## المباريات
| تونس                                                                                          | 8–1   | جيبوتي            |
| --------------------------------------------------------------------------------------------- | ----- | ----------------- |
| الشيخاوي 9' (ركلة.)، 22'، 23' · ساسي 37' · خليفة 62' · بن يوسف 68' · الحناشي 80' · توزغار 81' | تقرير | ليبان 54' (ركلة.) |

| توغو                            | 2–1   | ليبيريا   |
| ------------------------------- | ----- | --------- |
| أورو-أكوريكو 64' · أديبايور 87' | تقرير | جيبور 43' |

| جيبوتي | 0–2   | توغو                     |
| ------ | ----- | ------------------------ |
|        | تقرير | أكاكبو 5' · ف. أييتي 43' |

| ليبيريا | 1–0   | تونس |
| ------- | ----- | ---- |
| دو 79'  | تقرير |      |

| جيبوتي | 0–1   | ليبيريا   |
| ------ | ----- | --------- |
|        | تقرير | لافور 57' |

| تونس         | 1–0   | توغو |
| ------------ | ----- | ---- |
| المساكني 46' | تقرير |      |

| توغو | 0–0   | تونس |
| ---- | ----- | ---- |
|      | تقرير |      |

| ليبيريا                                             | 5–0   | جيبوتي |
| --------------------------------------------------- | ----- | ------ |
| لافور 8' (ركلة.) · جونسون 28' · جيبور 46'، 56'، 90' | تقرير |        |

| جيبوتي | 0–3   | تونس                                   |
| ------ | ----- | -------------------------------------- |
|        | تقرير | سليتي 15' · الحرباوي 43' · الخنيسي 58' |

| ليبيريا               | 2–2   | توغو                    |
| --------------------- | ----- | ----------------------- |
| دوربور 5' · جيبور 54' | تقرير | ف. أييتي 67' · لابا 83' |

| تونس                                                 | 4–1   | ليبيريا  |
| ---------------------------------------------------- | ----- | -------- |
| خزري 5' · الخنيسي 35' · خليفة 73' · لحمر 77' (ركلة.) | تقرير | بايي 71' |

| توغو                                                      | 5–0   | جيبوتي |
| --------------------------------------------------------- | ----- | ------ |
| بوسو 25' · دوسيفي 44' · لابا 52' · أغبيغنيادان 89'، 90+2' | تقرير |        |

## مسجلو الأهداف
5 أهداف
- ويليام جيبور

3 أهداف
- ياسين الشيخاوي

هدفين
- أنتوني لافور
- كوملان أغبيغنيادان
- فلويد أييتي
- كودجو فو-دوه لابا
- صابر خليفة
- طه ياسين الخنيسي

هدف واحد
- محمد ليبان
- فرانسيس دو
- غيزي دوربور
- سام جونسون
- مارك بايي
- إيمانويل أديبايور
- سيرج أكاكبو
- سادات أورو-أكوريكو
- فينسنت بوسو
- ماثيو دوسيفي
- فخر الدين بن يوسف
- ماهر الحناشي
- حمدي الحرباوي
- وهبي خزري
- حمزة لحمر
- يوسف المساكني
- فرجاني ساسي
- نعيم سليتي
- يوهان توزغار

## روابط خارجية
- Orange Africa Cup Of Nations Qualifiers 2017, CAFonline.com